# Ferulopsis
Ferulopsis es un género de plantas herbáceas perteneciente a la familia de las apiáceas.  Comprende 2 especies descritas y  aceptadas.

## Taxonomía
El género fue descrito por Masao Kitagawa y publicado en Journal of Japanese Botany 46: 283. 1971 La especie tipo es: Ferulopsis mongolica Kitag.					

## Algunas especies
A continuación se brinda un listado de las especies del género Ferulopsis aceptadas hasta septiembre de 2012, ordenadas alfabéticamente. Para cada una se indica el nombre binomial seguido del autor, abreviado según las convenciones y usos.
- Ferulopsis hystrix (Bunge ex Ledeb.) Pimenov
- Ferulopsis mongolica Kitag.